# Johannes III Doukas Vatatzes
Johannes III Doukas Vatatzes (Grieks: Ιωάννης Γ΄ Δούκας Βατάτζης, Iōannēs III Doukas Batatzēs) (ca. 1192 - Nymphaeum, 3 november 1254) was keizer van het Keizerrijk Nicea, het Byzantijnse Rijk in ballingschap van 1222 tot 1254. Hij stamde uit het geslacht Doukai en was de schoonzoon en opvolger van Theodoros I Laskaris, de eerste keizer in ballingschap. 
Na de Slag bij Poimanenon (1224) heroverde hij in Klein-Azië haast alles wat nog in "Latijns" bezit was. Een poging om een deel van Griekenland te heroveren (1225-1227) mislukte. Dan zocht hij toenadering met de Bulgaren, dit leidde tot het huwelijk van zijn zoon Theodoros II met de dochter van de Bulgaarse tsaar Ivan Asen II, Helena van Bulgarije (1235). Wat volgde is het Beleg van Constantinopel (1235).
Na de dood van Ivan Asen II (1241) nam hij verschillende gebieden van het Bulgaarse rijk in, waaronder Thessalonica in 1242.
Hij onderhield goede betrekkingen met keizer Frederik II van het Heilige Roomse Rijk (wiens natuurlijke dochter Constance hij huwde), met de Paus en met het Sultanaat Rûm.
Johannes III bevorderde de economische zelfstandigheid van zijn rijk, en besteedde daarbij veel aandacht aan de sociale aspecten. Daarom werd hij na zijn dood als heilige vereerd in de Byzantijnse Kerk.